# Stefano Mei

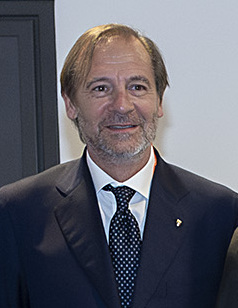
Stefano Mei (2024)

Stefano Mei (* 3. Februar 1963 in La Spezia) ist ein ehemaliger italienischer Mittel- und Langstreckenläufer. Bei einer Körpergröße von 1,82 m betrug sein Wettkampfgewicht 66 kg.
Mit je einer Gold-, einer Silber- und einer Bronzemedaille bei Europameisterschaften gehörte Mei zu der Gruppe von Langstreckenläufern aus Italien, die in den 80er Jahren in Europa dominierten.
Bei den Leichtathletik-Weltmeisterschaften 1983 und bei den Olympischen Spielen 1984 war Stefano Mei im 1500-Meter-Lauf jeweils im Halbfinale ausgeschieden. Bei den Halleneuropameisterschaften 1986 deutete er mit einem zweiten Platz über 3000 Meter hinter dem Österreicher Dietmar Millonig an, dass mit ihm künftig auch auf den längeren Strecken zu rechnen sein würde.
Gleich am ersten Tag der Europameisterschaften 1986 wurde der 10.000-Meter-Lauf ausgetragen. Der Favorit war Alberto Cova, der zuletzt alle großen Meisterschaftsrennen gewonnen hatte. Das Rennen wurde mit verhaltenem Tempo gelaufen, weil sich die drei Italiener Cova, Salvatore Antibo und Mei alle sicher waren, im Spurt genügend schnell zu sein, und die anderen Läufer hatten zumindest vor Cova und Antibo viel Respekt. Im Schlussspurt lagen dann wie erwartet die drei Italiener vorne. Nur die Reihenfolge war überraschend, denn Mei gewann in 27:56,79 min vor Cova und Antibo.
Für das Finale im 5000-Meter-Lauf – fünf Tage später – qualifizierten sich Antibo, Cova und  Mei problemlos. Ebenfalls qualifiziert waren die drei Briten Jack Buckner, Tim Hutchings und Steve Ovett. Die Briten hatten aus dem Bummelrennen über die lange Strecke ihre Schlüsse gezogen und legten ein forsches Tempo vor, dem Ovett als erster nicht mehr folgen konnte. Aber auch Antibo und Cova mussten dann abreißen lassen. Letztlich gewann Buckner in 13:10,15 min vor Mei in 13:11,57 min und Hutchings.
Bei den Olympischen Spielen 1988 wurde Mei über 5000 Meter Siebter. Diesen Platz belegte er auch bei den Europameisterschaften 1990 über 5000 Meter. Über 10.000 Meter lief Salvatore Antibo allen anderen Läufern davon und siegte souverän in 27:41,27 min, dahinter kam es zu einem engen Spurt um die anderen Medaillen, den der Norweger Are Nakkim (28:04,04 min) vor Stefano Mei (28:04,46 min) gewann.